# Bombus weisi
Bombus weisi là một loài Hymenoptera trong họ Apidae. Loài này được Friese mô tả khoa học năm 1903.